# Stebbins (Alaska)
Stebbins (Tapraq in der Yupik-Sprache bzw. Tapqaq in Inupiat) ist ein in der Nome Census Area des US-Bundesstaats Alaska gelegener Ort mit dem Status City mit 575 Einwohnern (2019).

## Geographie
Stebbins liegt am Südufer des Norton-Sunds und bildet die Nordwestseite der Saint Michael Island, auf deren Ostseite die Ortschaft Saint Michael liegt. Vorgelagert ist die Stuart Island. Die Entfernung zu Unalakleet im Nordosten beträgt rund 90 Kilometer. Im Süden beginnt das Yukon Delta National Wildlife Refuge. Der Stebbins Airport bietet einige wenige Flugverbindungen.

## Geschichte
Im Jahr 1778 segelte James Cook durch das Beringmeer und ankerte in Shaktoolik am Norton-Sund. Nach einigen Tagen segelte er eine kurze Strecke weiter, ankerte erneut und nannte den Ort zu Ehren von Philipp Stephens, einem Mitglied der Admiralität nun „Stephens Point“. Die dort lebende Eskimo-Bevölkerung bestritt ihren Lebensunterhalt in erster Linie von der Jagd, u. a. auf  Walrosse, Elche und Karibus sowie vom Fischfang, beispielsweise von Heringen. Im frühen 20. Jahrhundert wurde der Ort in Stebbins umbenannt. Lokalen Berichten zufolge war Stebbins für die Eskimos leichter auszusprechen als Stephens. 1969 erfolgte die offizielle Gründung der City of Stebbins.
Der Ort wird heute auch touristisch genutzt. So werden Beobachtungen der vorbei ziehenden Belugawale angeboten. 

## Klima
Die mittlere Temperatur schwankt im Sommer zwischen 4 und 16 °C, im Winter zwischen – 20 und – 9 °C. Die Jahresextremwerte liegen zwischen 25 und – 48 °C. Die Schneefallhöhe beträgt im Jahresdurchschnitt 96 Zentimeter. In der Regel ist die Küste zwischen Mitte Juni und November eisfrei.

## Demografische Daten
Im Jahre 2014 wurde eine Einwohnerzahl von 572 Personen ermittelt, was eine Zunahme um 4,6 % gegenüber dem Jahr 2000 bedeutet. Das Durchschnittsalter der Bewohner lag im Jahre 2014 mit 24,0 Jahren deutlich unter dem Durchschnittswert von Alaska, der 33,5 Jahre betrug. Der Anteil der auf die Ureinwohner zurückzuführenden Einwohner betrug zu diesem Zeitpunkt 95,3 %.